# 道祖神

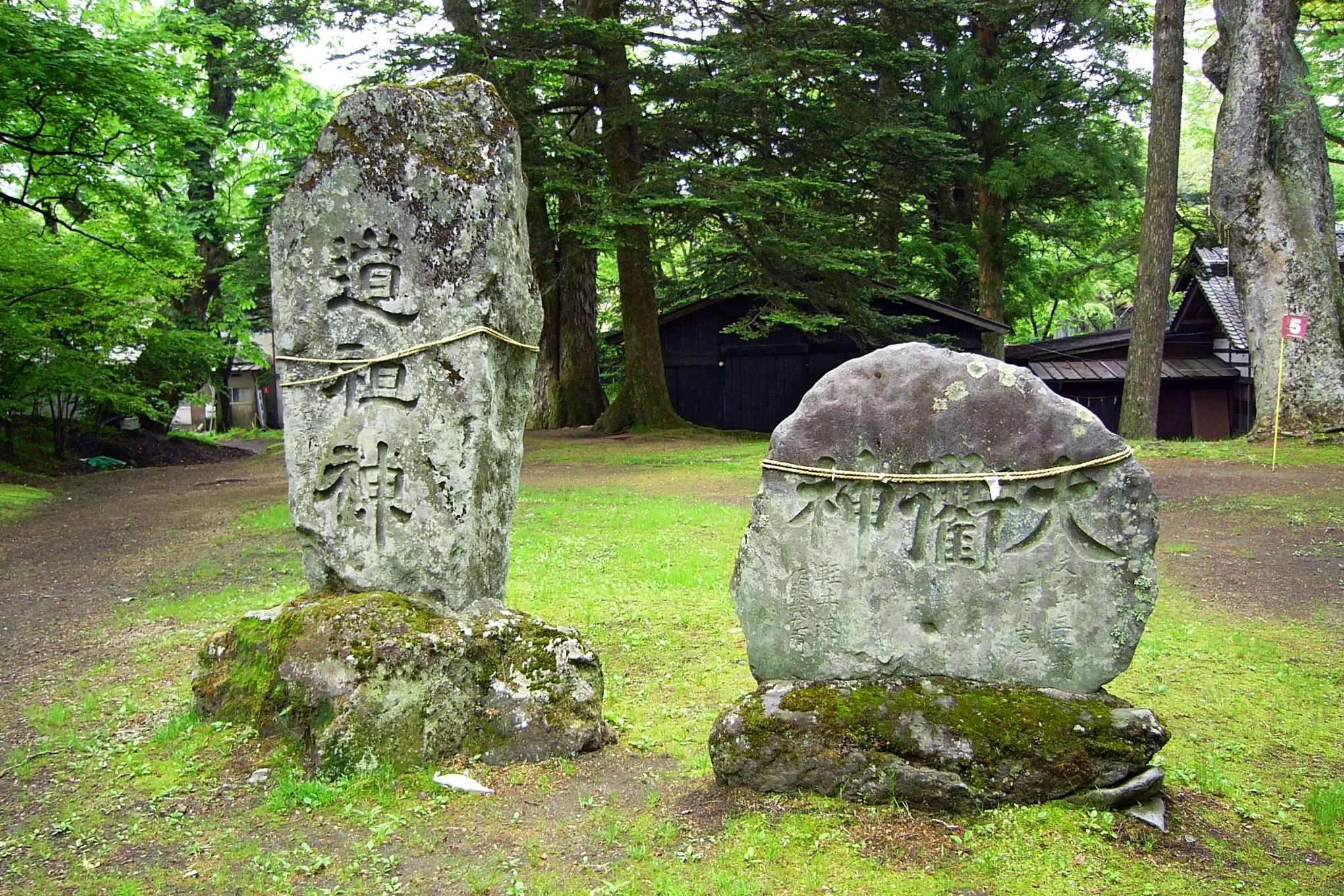
長野縣輕井澤町的道祖神

道祖神（日语：どうそしん或どうそじん）是日本路邊常見的神祇，一般在聚落或村莊的中心，或者村內、外的叉路以石碑或石像的樣貌豎立的神明。古時候常以代表男、女的一對石像，或以餅狀石塊（象徵男女交合貌）代表道祖神，但今已罕見。

## 概要
道祖神分布在日本全國各地，唯出雲神話的故鄉島根縣卻不多，反而以甲信越地方、關東地方等地較常見。平安時代的書籍便已出現「道祖」，著名的俳聖松尾芭蕉在代表作《奧之細道》的序文中也曾提過道祖神，但是他本人對於此神明的源由並未表現出絲毫的興趣。
自從傳入日本後，初期成為百太夫信仰。和陰陽石信仰，跟岐神相互習合後變成民間信仰。此外，與岐神屬同一神的猿田彥與妻神天鈿女命恰好是男女一對，在神佛混合的情況下，也習合成地藏信仰。所以種種因素下，道祖神從古至今與各式各樣的宗教、信仰融合，成了現代所見的樣貌。不過日本各地對道祖神的稱呼迥異，也有道陸神、賽神、障神、幸神、手向神（タムケノカミ）等名字，秋田縣湯澤市一帶甚至叫做「仁王」（におうさん）。
至於道祖神神像的材質，常以石頭、金屬、藁草、木頭等製成。形狀種類不一，單體、單體男女二神、球狀（象徴著胎盤）、文字型、男性生殖器型、自然石、題目、雙體男女二神、餅狀（象徵男女交合貌）、圓石等皆有。長野縣安曇野市境內大約有4百座石像道祖神，以市町村單位數而言乃全日本第一；長野縣松本市的舊農村部落則約有370座道祖神像，以木製神像為主；長野縣上伊那郡辰野町的澤底地區有一座年號刻著永正2年（西元1505年）的道祖神像，據說是現存最古老的。奈良縣明日香村出土了大量飛鳥時代的宮殿與史蹟，其中石人像也被人稱作道祖神。

## 信仰
在日本主祭道祖神的神社計有下述：
- 洲崎神社（愛知縣名古屋市中區）

有關小正月的道祖神祭典，過去有甲斐國舉辦的甲府道祖神祭禮，目前則有神奈川縣真鶴町、長野縣野澤溫泉村舉行的道祖神祭典，其中後者被指定為重要無形民俗文化財產。

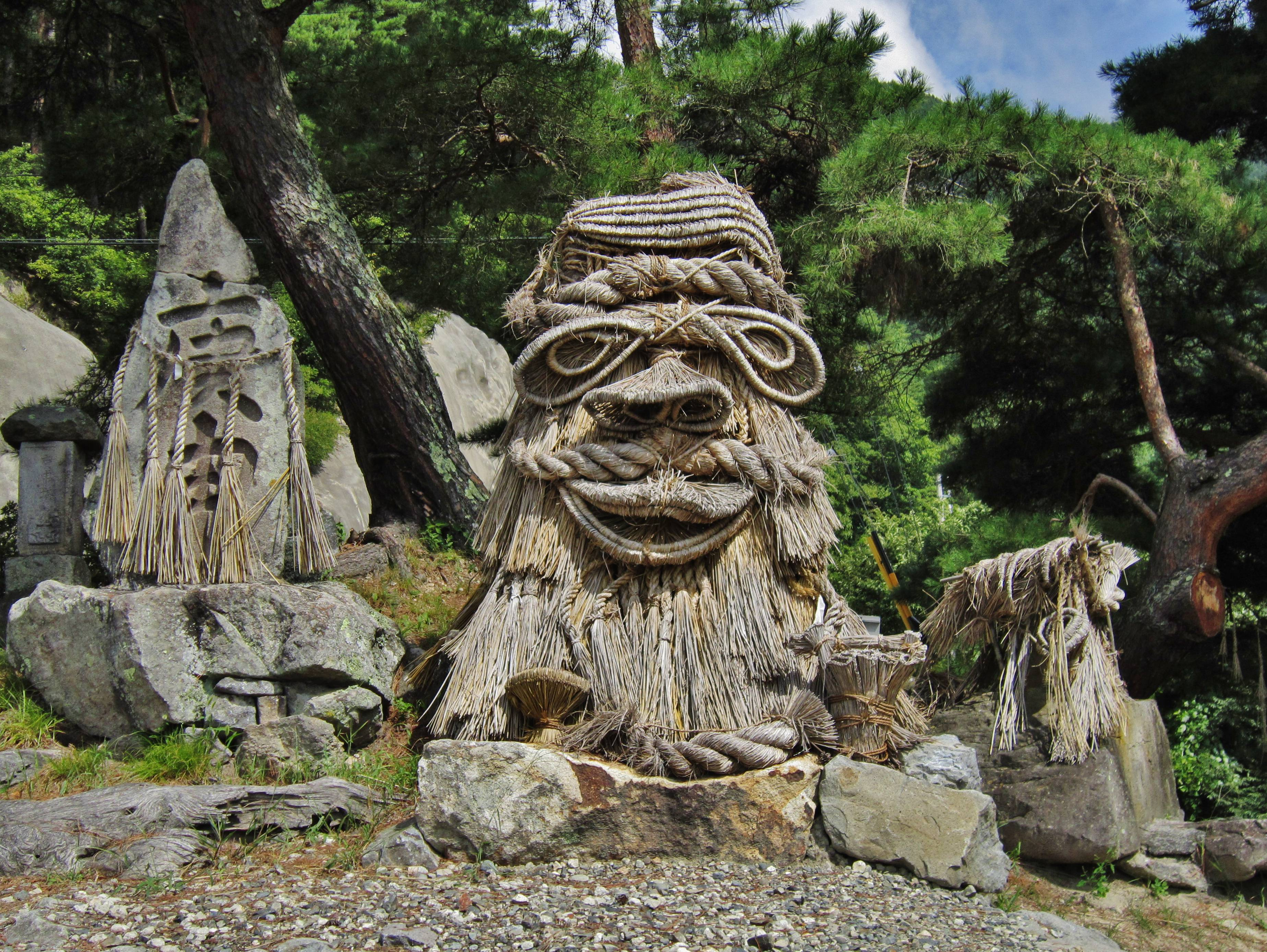
長野縣大岡村的道祖神
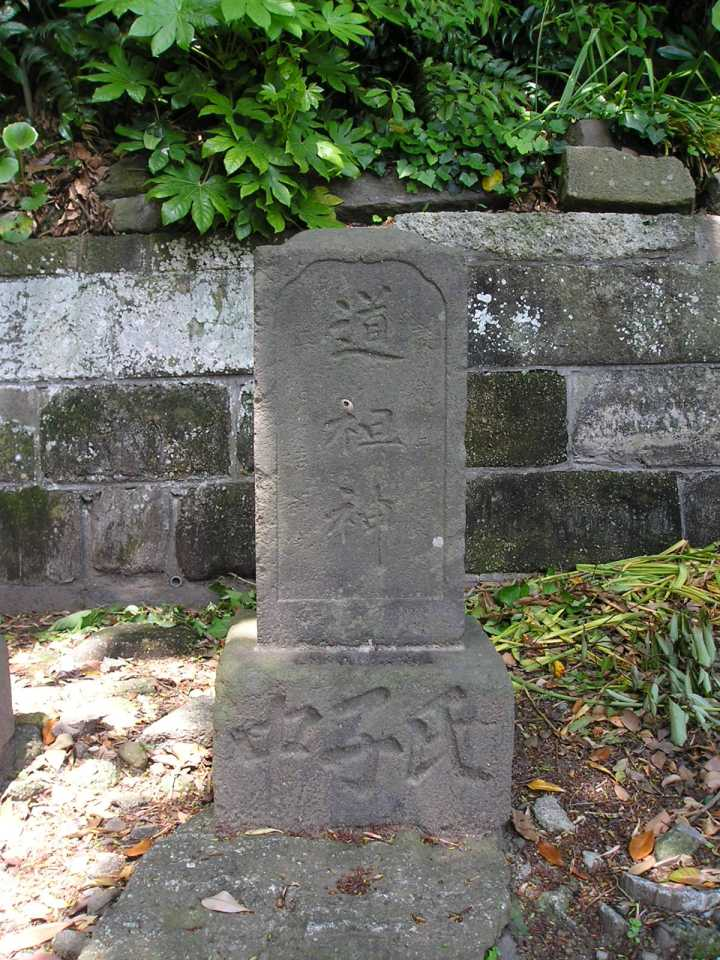
神奈川縣藤澤市的道祖神
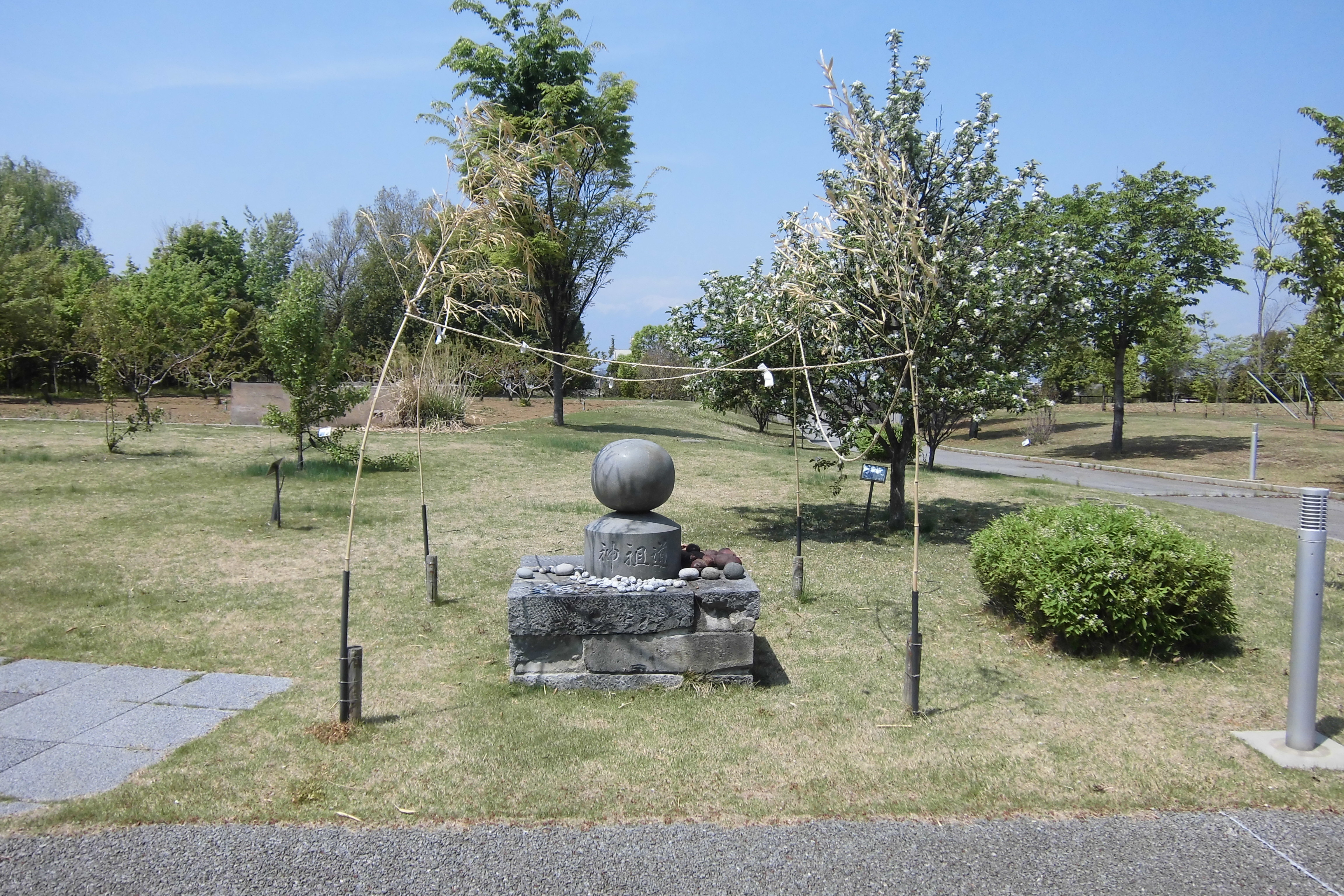
山梨縣立博物館（日语：山梨県立博物館）的圓石道祖神

## 外部連結
- 道祖神めぐり：安曇野市ホームページ（日語）